# Ölands södra mots tingslag
Ölands södra mots tingslag var ett tingslag i Kalmar län. Tingsplats var Färjestaden.
Tingslaget bildades 1680 och uppgick 1 januari 1943 (enligt beslut den 8 september 1939 och den 23 oktober 1942) i Ölands domsagas tingslag.
Tingslaget ingick i Ölands domsaga, bildad 1649.
Tingslaget omfattade häraderna Algutsrum, Gräsgård och Möckleby.